# Székely Nemzeti Tanács

A Székely Nemzeti Tanács által tervezett székely zászló

A Székely Nemzeti Tanács (röviden SZNT, románul: Consiliul Național Secuiesc, angolul: Szekler National Council) az erdélyi székelységet hivatott képviselni.

## Története
2003. július 7-én Gyergyócsomafalván, a Borsos Miklós Emlékházban megalakult az Erdélyi Magyar Nemzeti Tanács (EMNT) Kezdeményező Testülete (KT) székelyföldi tagjainak részvételével, önálló testületként, a Székely Nemzeti Tanács Kezdeményező Testülete, azzal a céllal, hogy Székelyföld autonómiaigényének közképviseletére, illetve megvalósítására létrehozza a Székely Nemzeti Tanácsot. A kezdeményező testület tagjai nyilatkozatban üdvözölték az Európa Tanács Parlamenti Közgyűlésének 1334/2003-as számú, Andreas Gross jelentése alapján elfogadott határozatát.
Végül 2003. október 16-án alapították meg az SZNT-t, amely azonban jogi személyiséggel nem rendelkezik.

### Elnökei
- A Székely Nemzeti Tanács első elnöke dr. Csapó I. József volt, aki 2006. október végén lemondott.
- 2006 novemberétől 2008. február 23-ig az Állandó Bizottság megbízásából Fodor Imre lett a Székely Nemzeti Tanács ideiglenes elnöke.
- 2008. február 23-án a Székely Nemzeti Tanács elnökévé választotta Izsák Balázst.

## Ideológia
Székelyföldnek Románián belüli önkormányzását szeretné elérni. A 2006. június 18-i gyergyóditrói nemzetgyűlés határozatai szerint:
- teljes és tényleges szabadságot és egyenlőséget Székelyföld minden lakosának és népének,
- regionális szintű hatalmat a Székelyföldnek,
- esélyegyenlőséget minden elismert vallási felekezetnek,
- teljes értékű és közvetlen demokráciát,
- a tulajdonjog szavatolását, illetve, hogy az adók 90%-a Székelyföldet illesse meg.

Mindezek mellett a Székely Nemzetgyűlés azt szeretné elérni, hogy:
- Romániában az Európában gyakorolt normák érvényesüljenek,
- hogy Románia elnöke, parlamentje, kormánya haladéktalanul kezdjen tárgyalásokat a székelyföldi autonómia- törekvések közképviseletével felhatalmazott Székely Nemzeti Tanáccsal Székelyföld autonóm közigazgatási régió törvény általi létrehozásáról, és 2006. szeptember 30-ig írjon alá megállapodást Székelyföld autonóm státusának elismeréséről. „Felszólítja a Székely Nemzeti Tanácsot, amennyiben e megállapodás nem jön létre, akkor 2006 őszén hívjon össze Székely Nemzetgyűlést, hogy az döntsön a székely nép önrendelkezési jogának érvényesítési módjáról. Ugyanakkor a trianoni békeszerződést aláíró nagyhatalmaktól követelje az erdélyi magyarság, a székelység 86 éve tartó jogfosztásának orvoslását, valamint az Egyesült Nemzetek Szervezetétől, az Európai Uniótól a székely nép önrendelkezési jogának elismeréseként, Székelyföld autonóm státusának nemzetközi egyezmény általi szavatolását. Felkéri a mindenkori magyar kormányt, hogy gyakoroljon védőhatalmi státust Székelyföld autonómia-törekvései fölött.”[3]

## Az SZNT felépítése

### Széki elnökök
- Marosszék: Donáth Árpád
- Udvarhelyszék: dr. Farkas Csaba
- Csíkszék: Veress Dávid
- Gyergyószék (soros elnökség van érvényben): Árus Zsolt (2008-2009; Gyergyószentmiklós város); Ambrus Albert Árpád (2009-2010; Dél-Gyergyó körzet); Czirják Károly (2010-2011; Észak-Gyergyó körzet).
- Bardoc-Miklósvárszék: Szabó Miklós
- Sepsiszék: Gazda Zoltán
- Orbaiszék: Ferencz Botond
- Kézdiszék: Bakk László

### Az Állandó Bizottság tagjai
- Elnök: Izsák Balázs.
- Alelnökök: Szabó Miklós, Borsos Géza, Csinta Samu, Farkas Csaba, Ferencz Csaba, Imreh Ödön, Gazda József, Fekete Miklós, Thamó Csaba, Tulit Attila, Veress Dávid, Vass Imre[4]
- Jegyzők: László György, Zoltáni Csaba, Albert Mátyás [4]

Az SZNT 156 tagból áll és együttműködik az EMNT-vel. Minden székely település képviseletének szavatolásáért az 1500 magyar nemzetiségű lakosnál kisebb település a széki székely tanácsba 1 küldöttet jelöl. Az 1500 magyar nemzetiségű lakosnál nagyobb települések, minden újabb 3000 magyar nemzetiségű lakos után egy-egy küldöttet jelölhetnek.

## Incidensek
- 2003 októberében Fodor Imre az SZNT székelyföldi autonómiát hirdető plakátjai miatt került a hatóság látókörébe.[5]

## Külső hivatkozások
- A Székely Nemzeti Tanács statútuma[halott link]
- Szekeres Lukács Sándor: [halott link]
- Székelyföld Portálja Archiválva 2010. december 12-i dátummal a Wayback Machine-ben
- A Nemes Székely Nemzet Portálja
- Háttér: SZNT – Kitekintő.hu, 2009. január 30.